# Gottfried-Wilhelm-Leibniz-Gesellschaft
Die Gottfried-Wilhelm-Leibniz-Gesellschaft wurde im Frühjahr 1966 in Hannover gegründet und hat sich die Aufgabe gestellt, die Kenntnis des Werkes und des Wirkens von Leibniz zu vertiefen, wie Leibniz Verbindungen zwischen den Disziplinen der Wissenschaften zu pflegen und sein Gedankengut weiteren Kreisen zu vermitteln. Sie hat Mitglieder im In- und Ausland und arbeitet eng mit Leibniz-Gesellschaften in den USA, Spanien, Israel, Japan und Italien zusammen.

## Wirken
Die Gesellschaft betreibt in Zusammenarbeit mit den Editionsstellen der Leibniz-Akademieausgabe Sämtliche Schriften und Briefe ein eigenes Webportal. Dort stehen dem Nutzer bereits mehrere tausend Seiten Texte der Leibniz-Akademieausgabe zur Verfügung, ferner ein kumuliertes Sachverzeichnis, ein kumuliertes Personenverzeichnis, ein kumuliertes Schriftenverzeichnis und verschiedene weitere Hilfsmittel der Forschung.
Seit 1966 veranstaltet die Gesellschaft im Abstand von fünf bis sechs Jahren internationale Leibniz-Kongresse – in Zusammenarbeit mit wechselnden Partnern organisiert sie auch Symposien zu alternierenden Themen an unterschiedlichen Tagungsorten (bisher beispielsweise Berlin, Brüssel, Buenos Aires, Jerusalem, Madrid, Montréal, Paris, Rom).
Seit 1969 gibt die Gesellschaft die Zeitschrift Studia Leibnitiana heraus. Die Zeitschrift ist der Philosophie- und Wissenschaftsgeschichte des 16. bis 18. Jahrhunderts gewidmet, in zwangloser Folge erscheinen dazu Supplementa und Sonderhefte.
In etwa monatlichen Abständen veranstaltet die Gesellschaft öffentliche Vorträge über philosophische und andere Fragen von allgemeinerem Interesse.

## Präsidenten
- Rudolf Hillebrecht (Gründungspräsident)
- Konrad Müller (1966–1968)
- Rudolf Hillebrecht (1969–1984)
- Eduard Pestel (1984–1988)
- Ernst Gottfried Mahrenholz (1988–2003)[1][2]
- Rolf Wernstedt (2003–2016)
- Erich Barke (2016–2021)
- Wolfgang-Uwe Friedrich (2021[3]–2023)